# Royal George Hotel
A Royal George Hotel (magyarul: György király szálloda) a walesi Monmouth egyik jelentős műemlék épülete.

## Leírása
A György korabeli lakóházat a város „egyik legszebb tizennyolcadik századi építményeként” tartják számon. 1952. június 27. óta II*. kategóriás brit műemléknek számít (British Listed Building). A háromszintes épület homlokzata hetes tagoltságú, kontytetővel. Valószínűleg az 1730-as években épült. Az épület homlokzata nem egysíkú, a középső része kissé hátraugrik. Tengelyében áll a korinthoszi oszlopok tartotta bejárat. A tető alatt párkánykoszorú fut körbe. Az eredetileg Ivy Bank House-ként ismert épületet a 20. század végén alakították vissza lakóépületté.

## Fordítás
- Ez a szócikk részben vagy egészben  a   The Kymin című angol Wikipédia-szócikk ezen változatának fordításán alapul.  Az eredeti cikk szerkesztőit annak laptörténete sorolja fel. Ez a jelzés csupán a megfogalmazás eredetét és a szerzői jogokat jelzi, nem szolgál a cikkben szereplő információk forrásmegjelöléseként.